# Jannis Pellowski
Jannis Pellowski (* 15. Juni 1992 in Darmstadt) ist ein deutscher Fußballtorhüter.

## Karriere
Nach den Stationen SV Weiterstadt und SV Darmstadt wechselte Pellowski im Jahr 2006 in die Jugendabteilung des FSV Frankfurt. Dort spielte er bis zur U-19, ehe er im Sommer 2011 Teil der 2. Mannschaft wurde. Mit dieser spielte er zunächst in der ehemaligen Regionalliga Süd, später in der Regionalliga Südwest und schließlich in der Hessenliga. Insgesamt kam Pellowski zwischen 2011 und 2014 auf 59 Einsätze für die 2. Mannschaft des FSV.
Bereits zur Spielzeit 2013/14 stand er im Kader der 1. Mannschaft, bis zu seinem ersten Einsatz sollte aber noch einige Zeit vergehen. Am 11. März 2017, dem 26. Spieltag der 3. Liga, gab er sein Debüt gegen den Halleschen FC. Insgesamt kam er für die 1. Mannschaft des FSV auf 4 Einsätze in Liga 3 und 2 Partien im Hessenpokal. Von Juli 2017 bis Januar 2018 war Pellowski vereinslos. Daraufhin schloss er sich dem FC Kalbach an, welchen er aber bereits im Sommer 2018 verließ. Vom 1. Juli 2018 bis zum Sommer 2022, spielte er in der Verbandsliga Hessen für den Hanauer SC 1960. 
Seit Sommer 2023, spielt Pellowski bei Germania Eberstadt in der Kreisoberliga für die 1. Mannschaft und für die Zweitvertretung in der Kreisliga C Darmstadt. Bei Eberstadt läuft Pellowski als Mittelfeldspieler auf. 

## Sonstiges
Sein älterer Bruder Pascal Pellowski (* 1988) war ebenfalls Fußballspieler und ist heutiger Übergangskoordinator beim SV Darmstadt 98.